# Erich Hörl
Erich Hörl (* 1967) ist ein österreichischer Philosoph, Medien- und Kulturtheoretiker. Seit 2014 hat er den Lehrstuhl für Medienkultur am Institut für Kultur und Ästhetik digitaler Medien (ICAM) der Leuphana Universität Lüneburg inne.

## Leben
Erich Hörl studierte in Wien bei Hans-Dieter Bahr und in Paris bei Jacques Derrida Philosophie. Er wurde 2003 an der Humboldt-Universität zu Berlin von Thomas Macho und Friedrich Kittler mit der Arbeit „Die heiligen Kanäle. Über die archaische Illusion der Kommunikation“ (Diaphanes 2005)  im Fach Kulturwissenschaft promoviert. Von 2004 bis 2006 war er Assistent für Technikphilosophie bei Michael Hampe an der Professur für Philosophie der ETH Zürich. 2006 wurde er auf die Juniorprofessur für Medientechnik und Medienphilosophie am Institut für Medienwissenschaft der Ruhr-Universität Bochum berufen. 2007 gründete er das Bochumer Kolloquium Medienwissenschaft (bkm), das als ein internationales Zentrum des zeitgenössischen kritischen Medien- und Technikdiskurses galt. 2012 wurde er auf die W2-Professur für Medientechnik und Medienphilosophie der Ruhr-Universität berufen, bevor er dann 2014 dem Ruf an die Leuphana Universität Lüneburg folgte. Er ist auch Senior Researcher am Digital Culture Research Lab (DCRL) der Leuphana. 2010/11 war er Senior Fellow am Internationalen Kolleg für Kulturtechnikforschung und Medienphilosophie (IKKM) an der Bauhaus-Universität in Weimar, 2013/14 Senior Fellow an der DFG-Kollegforschergruppe Medienkulturen der Computersimulation (mecs) der Leuphana.

## Themen
Erich Hörl ist Teil einer philosophisch-politischen Neuorientierung der deutschsprachigen Medien- und Techniktheorie. Er befragt den Prozess der Kybernetisierung der Existenzweisen, der Ende des 19. Jahrhunderts beginnt und bis herauf in die algorithmisch verfasste Regierungsform und Ökonomie der Gegenwart reicht. Diese stellt den vorläufigen Gipfelpunkt der allgemeinen Kybernetisierung dar, den er im Anschluss an Michel Foucault und Brian Massumi, aber mit einer technik- und medientheoretischen Pointierung, Environmentalität nennt. 
Hörl arbeitet an einer umfassenden theoretischen Neubeschreibung, zu der uns der in der Zeit der Kybernetik stattfindende Eintritt unter die technologische Bedingung zwingt, und fokussiert dabei insbesondere die hier stattfindende Transformation der Sinnkultur: von einer Sinnkultur der Bedeutung hin zu einer maschinischen Sinnkultur, die er als Technoökologie oder allgemeine Ökologie begreift. 
In den letzten Jahren arbeitet er verstärkt an der Konzeptualisierung einer allgemeinen Ökologisierung des Denkens als der für unsere Gegenwart grundlegenden epistemischen Bewegung,  die von dieser neuen großen Transformation Rechenschaft ablegt. Sie ist ihm Kernmoment und Fluchtlinie der zeitgenössischen kritischen Theorie- und Begriffspolitik zugleich. Die allgemeine Ökologie versteht sich zugleich als Kritik der Environmentalität. Die Etablierung von Medienökologie wird vor diesem Hintergrund nicht nur als Herausbildung eines neuen Feldes der kulturwissenschaftlichen Medienwissenschaft lesbar, sondern sie erweist sich überhaupt als diagnostische Grundlagendisziplin der Gegenwart und als Teil der weit ausgreifenden Ökologisierungsbewegung. 
Darüber hinaus forscht Erich Hörl zum Werk von Gilbert Simondon und Félix Guattari.

## Publikationen

### Monografien und Herausgeberschaften
- Die heiligen Kanäle. Über die archaische Illusion der Kommunikation. Diaphanes, Zürich 2005, ISBN 978-3-935-30057-5.
  - Sacred Channels: The Archaic Illusion of Communication, Amsterdam 2018: Amsterdam University Press, ISBN 978-9089647702.
- (Hg., zs. mit Michael Hagner): Die Transformation des Humanen. Beiträge zur Kulturgeschichte der Kybernetik, Frankfurt/Main 2008: Suhrkamp, ISBN 978-3-518-29448-2.
- (Hg.): Die technologische Bedingung. Beiträge zur Beschreibung der technischen Welt, Berlin 2011: Suhrkamp. ISBN 978-3-518-29603-5.
- (Hg., zus. mit Mark B. N. Hansen): Medienästhetik, Schwerpunktheft der Zeitschrift für Medienwissenschaft (ZfM), Vol. 8, 1/2013.
- (Hg., unter Mitarbeit von James Burton): General Ecology: The New Ecological Paradigm, London u. a. 2017: Bloomsbury Academic, ISBN 978-1-350-01469-5.

### Artikel
- „Parmenideische Variationen. McCulloch, Heidegger und das kybernetische Ende der Philosophie“, in: Die Macy-Konferenzen 1946 – 1953. Bd. 2: Essays & Dokumente, hg. v. Claus Pias. Zürich u. Berlin 2004: Diaphanes, S. 185–201.
- „Römische Machenschaften. Heideggers Archäologie des Juridismus“, in Urteilen/Entscheiden, hg. v. Cornelia Vismann u. Thomas Weitin. München 2006: Fink, S. 236–253.
- „Die technologische Sinnverschiebung. Über die Metamorphose des Sinns und die große Transformation der Maschine“, in: Medien denken - Von der Bewegung des Begriffs zu bewegten Bildern, hg. v. Lorenz Engell, Jiri Bystricky, Katerina Krtilova, Bielefeld 2010, transcript Verlag, S. 17–35.
- „Luhmann, the Non-trivial Machine and the Neocybernetic Regime of Truth“, übersetzt von Geoffrey Winthrop-Young. In: Theory, Culture & Society, Volume 29, Number 3, May 2012, S. 94–121.
- „Tausend Ökologien. Der Prozess der Kybernetisierung und die allgemeine Ökologie“, in: The Whole Earth. Kalifornien und das Verschwinden des Außen, hg. v. Diedrich Diederichsen und Anselm Franke, Berlin: Sternberg Press 2013, S. 121–130.
- „The artificial intelligence of sense: the history of sense and technology after Jean-Luc Nancy“, in Parrhesia: A Journal of Critical Philosophy 17, 2013, S. 11–24.
- „Das Arbeitslose der Technik. Zur Kritik der Ergontologie“, in: Prometheus, hg. v. Claus Leggewie, Ursula Renner-Henke, Peter Risthaus, München 2013: Fink, S. 111–136.
- „Variations on Klee’s Cosmographic Method“, in: Grain, Vapor, Ray. Textures of the Anthropocene, Vol. III: Ray, hg. v. Katrin Klingan, Ashkan Sepahvand, Christoph Rosol, Bernd M. Scherer, Cambridge/MA and London 2014: The MIT Press, S. 180–192.
- „Die technologische Sinnverschiebung. Orte des Unermesslichen“, in: Orte des Unermesslichen. Theater nach der Geschichtsteleologie, hg. v. Martia Tatari, Zürich-Berlin 2014: diaphanes, S. 43–63.
- „The technological condition“, translated by Anthony Enns, in: Parrhesia: A Journal of Critical Philosophy, 22/2015, S. 1–15.
- „The Anthropocenic Illusion: Sustainability an the Fascination of Control. Erich Hörl in Exchange with Paul Feigelfeld and Cornelia Kastelan“, in: Christoph Behnke, Cornelia Kastelan, Valérie Knoll, Ulf Wuggenig (Hg.): Art in the Periphery of the Center, Berlin / New York 2015, S. 352–367.
- Die Ökologisierung des Denkens. In: Zeitschrift für Medienwissenschaft. Heft 14: Medienökologien, Jg. 8 (2016), Nr. 1, S. 33–45. DOI: https://doi.org/10.25969/mediarep/1713. (Antrittsvorlesung der Professur für Medienkultur am 16.12.2015 an der Leuphana Universität).